# Altheim, Biberach
Altheim är en kommun i Landkreis Biberach i det tyska förbundslandet Baden-Württemberg. Kommunen består av ortsdelarna (tyska Ortsteile) Altheim, Heiligkreuztal och Waldhausen. Folkmängden uppgår till cirka 2 100 invånare, på en yta av 23,73 kvadratkilometer.
Kommunen ingår i kommunalförbundet Riedlingen tillsammans med staden Riedlingen och kommunerna Dürmentingen, Ertingen, Langenenslingen, Unlingen och Uttenweiler.

## Befolkningsutveckling
| Befolkningsutvecklingen i Altheim 1975–2015 | Befolkningsutvecklingen i Altheim 1975–2015 | Befolkningsutvecklingen i Altheim 1975–2015 | Befolkningsutvecklingen i Altheim 1975–2015 | Befolkningsutvecklingen i Altheim 1975–2015 |
| ------------------------------------------- | ------------------------------------------- | ------------------------------------------- | ------------------------------------------- | ------------------------------------------- |
|                                             |                                             |                                             |                                             |                                             |
| År                                          |                                             |                                             | Folkmängd                                   | Areal (ha)                                  |
| 1975                                        | 1975                                        |                                             | 1 623                                       | 2 369                                       |
| 1980                                        | 1980                                        |                                             | 1 647                                       | 2 374                                       |
| 1985                                        | 1985                                        |                                             | 1 729                                       | 2 376                                       |
| 1990                                        | 1990                                        |                                             | 2 059                                       | 2 374                                       |
| 1995                                        | 1995                                        |                                             | 2 111                                       |                                             |
| 2000                                        | 2000                                        |                                             | 2 212                                       |                                             |
| 2005                                        | 2005                                        |                                             | 2 282                                       |                                             |
| 2010                                        | 2010                                        |                                             | 2 267                                       |                                             |
| 2015                                        | 2015                                        |                                             | 2 147                                       |                                             |
|                                             |                                             |                                             |                                             |                                             |